# 24 uur van Le Mans 1951

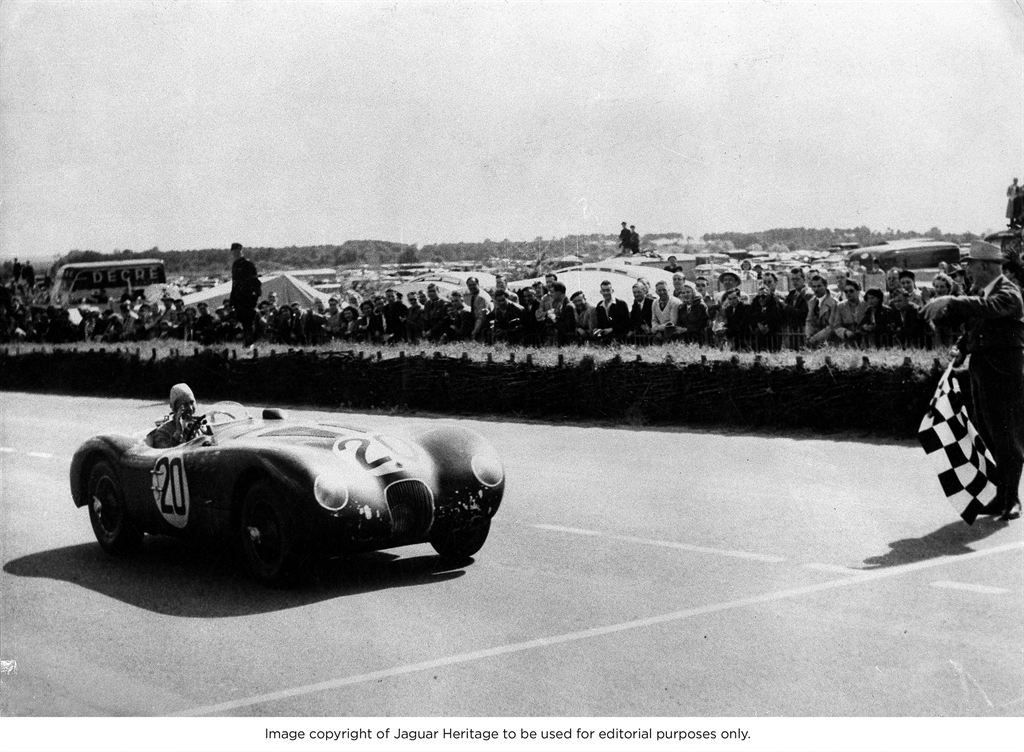
De winnende auto: de Jaguar XK-120C #20.

De 24 uur van Le Mans 1951 was de 19e editie van deze endurancerace. De race werd verreden op 23 en 24 juni 1951 op het Circuit de la Sarthe nabij Le Mans, Frankrijk.
De race werd gewonnen door de Jaguar Cars Ltd #20 van Peter Walker en Peter Whitehead, die allebei hun enige Le Mans-zege behaalden. De S 3.0-klasse werd gewonnen door de Aston Martin Ltd. #26 van Lance Macklin en Eric Thompson. De S 2.0-klasse werd gewonnen door de Scuderia Ambrosiana #33 van Giovanni Lurani en Giovanni Bracco. De S 1.1-klasse werd gewonnen door de Porsche K.G. #46 van Auguste Veuillet en Edmond Mouche. De S 1.5-klasse werd gewonnen door de Marcel Becquart #66 van Marcel Becquart en Gordon Wilkins. De S 750-klasse werd gewonnen door de Régie Renault #50 van Francois Landon en André Briat.
Vroeg in de race kwam Jean Larivière om het leven bij een ongeluk. Hij verloor de controle over zijn auto en werd over een zandbank naast het rechte stuk Mulsanne gelanceerd. Hij landde in een tuin en werd door prikkeldraad onthoofd.

## Race
Winnaars in hun klasse zijn vetgedrukt. Auto's die minder dan 70% van de afstand van de winnaar van hun klasse hadden afgelegd werden niet geklasseerd. De #2 S.H. Allard en de #4 Briggs Cunningham werden niet geklasseerd omdat zij de laatste ronde te langzaam hadden afgelegd. De #57 Louis Eggen werd gediskwalificeerd omdat deze hulp van buitenaf had gekregen. De #16 Luigi Chinetti werd gediskwalificeerd omdat de brandstof van deze auto te vroeg werd bijgevuld.
| Pos. | Klasse | No. | Team                               | Coureurs                             | Chassis                           | Motor                         | Ronden |
| ---- | ------ | --- | ---------------------------------- | ------------------------------------ | --------------------------------- | ----------------------------- | ------ |
| 1    | S 5.0  | 20  | Jaguar Cars Ltd                    | Peter Walker Peter Whitehead         | Jaguar XK-120C                    | Jaguar 3.4L S6                | 267    |
| 2    | S 5.0  | 9   | Pierre Meyrat                      | Pierre Meyrat Guy Mairesse           | Talbot-Lago T26 GS Biplace        | Talbot-Lago 4.5L S6           | 258    |
| 3    | S 3.0  | 26  | Aston Martin Ltd.                  | Lance Macklin Eric Thompson          | Aston Martin DB2                  | Aston Martin 2.6L S6          | 257    |
| 4    | S 5.0  | 10  | Pierre Levegh                      | Pierre Levegh René Marchand          | Talbot-Lago T26 Monoplace Décalée | Talbot-Lago 4.5L S6           | 256    |
| 5    | S 3.0  | 25  | Aston Martin Ltd.                  | George Abecassis Brian Shawe-Taylor  | Aston Martin DB2                  | Aston Martin 2.6L S6          | 255    |
| 6    | S 5.0  | 19  | Donald Healey Motor Company        | Tony Rolt Duncan Hamilton            | Nash-Healey Sport Coupé           | Nash 3.8L S6                  | 255    |
| 7    | S 3.0  | 24  | Aston Martin Ltd.                  | Reg Parnell David Hampshire          | Aston Martin DB2                  | Aston Martin 2.6L S6          | 252    |
| 8    | S 5.0  | 15  | Luigi Chinetti                     | Luigi Chinetti Jean Lucas            | Ferrari 340 America Barchetta     | Ferrari 4.1L V12              | 246    |
| 9    | S 3.0  | 29  | Norbert-Jean Mahé                  | Norbert-Jean Mahé Jacques Péron      | Ferrari 212 Export Coupé          | Ferrari 2.6L V12              | 244    |
| 10   | S 3.0  | 28  | Nigel Mann                         | Nigel Mann Mortimer Morris-Goodall   | Aston Martin DB2                  | Aston Martin 2.6L S6          | 236    |
| 11   | S 5.0  | 21  | Robert Lawrie                      | Robert Lawrie Ivan Waller            | Jaguar XK-120S                    | Jaguar 3.4L S6                | 236    |
| 12   | S 2.0  | 33  | Scuderia Ambrosiana                | Giovanni Lurani Giovanni Bracco      | Lancia Aurelia B20 GT             | Lancia 2.0L V6                | 235    |
| 13   | S 3.0  | 27  | Peter Clark                        | Peter Clark James Scott-Douglas      | Aston Martin DB2                  | Aston Martin 2.6L S6          | 233    |
| 14   | S 2.0  | 35  | Automobiles Frazer Nash Ltd.       | Eric Winterbottom John Marshall      | Frazer Nash Le Mans Replica       | Bristol 2.0L S6               | 232    |
| 15   | S 2.0  | 32  | Luigi Chinetti                     | Yvonne Simon Betty Haig              | Ferrari 166 MM Berlinetta         | Ferrari 2.0L V12              | 231    |
| 16   | S 3.0  | 31  | Charles Moran jr.                  | Charles Moran jr. Franco Cornacchia  | Ferrari 212 Export Spyder         | Ferrari 2.6L V12              | 227    |
| 17   | S 5.0  | 11  | André Chambas                      | André Chambas André Morel            | Talbot-Lago SS Spyder             | Talbot-Lago 4.5L S6           | 226    |
| 18   | S 2.0  | 34  | Mrs P. Trevelyan                   | Richard Stoop Peter Wilson           | Frazer Nash Mille Miglia          | Bristol 2.0L S6               | 217    |
| 19   | S 1.1  | 46  | Porsche K.G.                       | Auguste Veuillet Edmond Mouche       | Porsche 356 SL Coupe              | Porsche 1086cc Flat-4         | 210    |
| 20   | S 1.1  | 48  | Automobiles Deutsch et Bonnet      | René Bonnet Élie Bayol               | DB Sport                          | Panhard 851cc Flat-2          | 206    |
| 21   | S 1.5  | 66  | Marcel Becquart                    | Marcel Becquart Gordon Wilkins       | Jowett Jupiter                    | Jowett 1486cc Flat-4          | 203    |
| 22   | S 750  | 50  | Régie Renault                      | Francois Landon André Briat          | Renault 4CV-1063                  | Renault 747cc S4              | 197    |
| 23   | S 750  | 60  | Établissements Monopole            | Jean de Montrémy Jean Hémard         | Monopole X84                      | Panhard 614cc FLat-2          | 194    |
| 24   | S 750  | 61  | Raymond Gaillard                   | Raymond Gaillard Pierre Chancel      | Panhard Dyna X84                  | Panhard 611cc Flat-2          | 190    |
| 25   | S 750  | 54  | Régie Renault                      | Jacques Lecat Henri Senftleben       | Renault 4CV-1063                  | Renault 747cc S4              | 184    |
| 26   | S 750  | 58  | Auguste Lachaize                   | Jean-Paul Colas Robert Schollmann    | Callista RAN D120                 | Panhard 611cc Flat-2          | 183    |
| 27   | S 750  | 53  | Régie Renault                      | Just-Emile Vernet Jean Pairard       | Renault 4CV-1063                  | Renault 747cc S4              | 181    |
| 28   | S 750  | 56  | Automobiles Deutsch et Bonnet      | Michel Arnaud Louis Pons             | DB Sport                          | Panhard 745cc Flat-2          | 179    |
| NC   | S 8.0  | 2   | S.H. Allard                        | Peter Reece Alfred Percy Hitchings   | Allard J2                         | Cadillac 5.4L V8              | 230    |
| NC   | S 8.0  | 4   | Briggs Cunningham                  | John Cooper Fitch Phil Walters       | Cunningham C-2R                   | Chrysler 5.5L V8              | 223    |
| NC   | S 5.0  | 14  | Jack Hay                           | Jack Hay Tom Clarke                  | Bentley 4¼ Paulin                 | Bentley 4.3L S6               | 204    |
| DNF  | S 750  | 51  | Régie Renault                      | Jean-Louis Rosier Jean Estager       | Renault 4CV-1063                  | Renault 0.7L I4               | 194    |
| DSQ  | S 750  | 57  | Louis Eggen                        | Louis Eggen André Beaulieux          | DB Sport                          | Panhard 745cc Flat-2          | 184    |
| DNF  | S 750  | 52  | Régie Renault                      | Jean Sandt Paul Moser                | Renault 4CV-1063                  | Renault 747cc S4              | 177    |
| DNF  | S 8.0  | 1   | S.H. Allard                        | Sydney Allard Tom Cole jr.           | Allard J2                         | Cadillac 5.4L V8              | 134    |
| DNF  | S 1.1  | 45  | Roger Caron                        | Roger Caron André Guillard           | Simca Huit Sport                  | Simca 1090cc S4               | 133    |
| DNF  | S 5.0  | 17  | William Spear                      | William Spear Johnny Claes           | Ferrari 340 America Barchetta     | Ferrari 4.1L V12              | 132    |
| DNF  | S 1.5  | 37  | Equipe Gordini                     | Pierre Veyron Georges Monneret       | Gordini T15S                      | Simca 1495cc S4               | 130    |
| DNF  | S 5.0  | 7   | Henri Louveau                      | José Froilán González Onofre Marimón | Talbot-Lago T26 GS Biplace        | Talbot-Lago 4.5L S6           | 128    |
| DNF  | S 5.0  | 18  | E.R. Hall                          | E.R. Hall Giuseppe Navone            | Ferrari 340 America Barchetta     | Ferrari 4.1L V12              | 125    |
| DNF  | S 8.0  | 5   | Briggs Cunningham                  | George Rand Fred Wacker              | Cunningham C-2R                   | Chrysler 5.5L V8              | 98     |
| DNF  | S 5.0  | 6   | Louis Rosier                       | Louis Rosier Juan Manuel Fangio      | Talbot-Lago T26 GS Biplace        | Talbot-Lago 4.5L S6           | 92     |
| DNF  | S 5.0  | 22  | Jaguar Cars Ltd/Stirling Moss      | Stirling Moss Jack Fairman           | Jaguar XK-120C                    | Jaguar 3.4L S6                | 92     |
| DNF  | S 5.0  | 62  | Henry Leblanc                      | Henry Leblanc Robert Bertrand        | Delahaye 135CS                    | Delahaye 3.6L S6              | 88     |
| DNF  | S 1.5  | 43  | George Phillips                    | George Phillips Alan Rippon          | MG TD EX.172                      | MG 1250cc S4                  | 80     |
| DNF  | S 1.5  | 40  | Equipe Gordini                     | José Scaron Aldo Gordini             | Gordini T15S                      | Simca 1495cc S4               | 77     |
| DNF  | S 8.0  | 3   | Briggs Cunningham                  | Briggs Cunningham George Huntoon     | Cunningham C-2R                   | Chrysler 5.5L V8              | 76     |
| DNF  | S 2.0  | 64  | René Bouchard                      | Robert Bouchard Lucien Farnaud       | Ferrari 166 MM Barchetta          | Ferrari 2.0L V12              | 75     |
| DNF  | S 5.0  | 23  | Jaguar Cars Ltd Clemente Biondetti | Clemente Biondetti Leslie Johnson    | Jaguar XK-120C                    | Jaguar 3.4L S6                | 50     |
| DNF  | S 1.5  | 39  | Equipe Gordini                     | Maurice Trintignant Jean Behra       | Gordini T15S                      | Simca 1495cc S4               | 49     |
| DNF  | S 1.5  | 41  | Jowett Cars Ltd.                   | Tommy Wisdom Tommy Wise              | Jowett Jupiter R1                 | Jowett 1486cc Flat-4          | 48     |
| DNF  | S 750  | 59  | Crosley Motors                     | George Schrafft Phil Stiles          | Crosley Hotshot Super Sport       | Crosley 726cc S4              | 40     |
| DNF  | S 750  | 49  | Jacques Poch                       | Jacques Poch Maurice Vaselle         | Aero Minor                        | Aero 749cc S2 (tweetaktmotor) | 40     |
| DNF  | S 750  | 55  | Satecmo                            | Georges Claude Pierre Clause         | Renault 4CV-1063                  | Renault 747cc S4              | 38     |
| DNF  | S 5.0  | 8   | Eugène Chaboud                     | Eugène Chaboud Lucien Vincent        | Talbot-Lago T26 GS Biplace        | Talbot-Lago 4.5L S6           | 33     |
| DSQ  | S 5.0  | 16  | Luigi Chinetti                     | Louis Chiron Pierre-Louis Dreyfus    | Ferrari 340 America Barchetta     | Ferrari 4.1L V12              | 29     |
| DNF  | S 1.5  | 38  | Equipe Gordini                     | Robert Manzon André Simon            | Gordini T15S                      | Simca 1495cc S4               | 26     |
| DNF  | S 5.0  | 12  | Etablissements Delettrez           | Jean Delettrez Jacques Delettrez     | Delettrez Diesel                  | Delettrez 4.5L S6 (Diesel)    | 24     |
| DNF  | S 1.5  | 42  | Jowett Cars Ltd.                   | Bert Hadley Charles Goodacre         | Jowett Jupiter                    | Jowett 1486cc Flat-4          | 19     |
| DNF  | S 3.0  | 30  | Johnny Claes                       | Jean Larivière André Guelfi          | Ferrari 212 Export C              | Ferrari 2.6L V12              | 5      |
| DNS  | S 1.1  | 47  | Porsche K.G.                       | Rudolf Sauerwein Robert Brunet       | Porsche 356 SL Coupe              | Porsche 1086cc Flat-4         | 0      |

1923 · 1924 · 1925 · 1926 · 1927 · 1928 · 1929 · 1930 · 1931 · 1932 · 1933 · 1934 · 1935 · 1936 · 1937 · 1938 · 1939 · 1940 - 1948 · 1949 · 1950 · 1951 · 1952 · 1953 · 1954 · 1955 (Ramp) · 1956 · 1957 · 1958 · 1959 · 1960 · 1961 · 1962 · 1963 · 1964 · 1965 · 1966 · 1967 · 1968 · 1969 · 1970 · 1971 · 1972 · 1973 · 1974 · 1975 · 1976 · 1977 · 1978 · 1979 · 1980 · 1981 · 1982 · 1983 · 1984 · 1985 · 1986 · 1987 · 1988 · 1989 · 1990 · 1991 · 1992 · 1993 · 1994 · 1995 · 1996 · 1997 · 1998 · 1999 · 2000 · 2001 · 2002 · 2003 · 2004 · 2005 · 2006 · 2007 · 2008 · 2009 · 2010 · 2011 · 2012 · 2013 · 2014 · 2015 · 2016 · 2017 · 2018 · 2019 · 2020 · 2021 · 2022 · 2023 · 2024